# Paolo Thaon di Revel (1888-1973)
Paolo Ignazio Maria Thaon di Revel e di Sant'Andrea (Tolone, 2 maggio 1888 – Poirino, 1º giugno 1973) è stato un politico, dirigente sportivo e schermidore italiano.

## Biografia
Nasce terzo di quattro fratelli (due sorelle maggiori, Laura e Irene e un fratello minore, Ignazio) nella benestante famiglia del conte Vittorio Thaon di Revel e Sant'Andrea, ministro plenipotenziario e regio console, appartenente all'élite aristocratica subalpina.
I genitori si erano sposati a New York e la madre, Elfrida Maria Luisa Atkinson (di origini scozzesi), dopo aver seguito il marito nelle varie destinazioni diplomatiche (dove nacquero i figli), gli diede una prima formazione seguiti da un tutore nella residenza a Torino, presso il palazzo Thaon di Revel in via dell'Ospedale 24, l'attuale via Giolitti.
Apprese, insieme ai fratelli, lo studio delle principali materie e lingue oltre l'entusiasmo sportivo, favorito dalla possibilità di accedere attivamente agli allenamenti presso Il club di scherma che aveva la sede nel palazzo di famiglia.

## Formazione
La tradizione della famiglia Thaon di Revel nella formazione militare, diplomatica e politica incide sull'indirizzo degli studi. I rapporti con il fratello del nonno Genova Thaon di Revel ma soprattutto con lo zio Paolo, il Grande Ammiraglio, stimolano molteplici interessi. Appassionato di matematica, decise di avviarsi agli studi economici e nel 1910 si laureò in diritto economico seguendo così le orme del nonno, Ottavio Thaon di Revel, ministro delle finanze e firmatario dello Statuto Albertino. La sua tesi di laurea si intitola "Contributo alla teoria del consumo", lavoro che diventa la base di uno studio economico che ruota intorno al concetto del "bisogno"; tema che continua a sviluppare negli decenni seguenti (fortemente sostenuto dall'amico Luigi Einaudi), fino alla pubblicazione, nel 1967, del volume "Teoria del bisogno - Saggio di Metaeconomia", pubblicato dal Laboratorio di economia politica S. Cognetti De Martiis.
Alla soglia della Grande Guerra fu un fervido interventista e si arruolò nell'esercito con il grado di tenente colonnello di artiglieria (come il Genova Thaon) della terza armata e prese parte a tutte le azioni, dall'ottobre del 1915 all'aprile del 1918. Alcuni missioni erano dei ricognizioni aeree che lo porta ad appassionarsi per il volo. Ricevette la croce di guerra al merito per il valore dimostrato.
Rientrato a Torino conobbe la contessa Maria Angelica Salvi del Pero di Luzzano, che sposò il 25 gennaio 1923 e con quale ebbe tre figlie: Maria Luisa, Gabriella e Elfrida.

## Carriera politica
Rientrando dalla esperienza bellica fu estremo oppositore al bolscevismo, ma affascinato dalle idee del socialismo nazionale. Aveva fatto conoscenza con Gabriele D'Annunzio, che era al comando del reparto aereo sotto il quale svolgeva servizio come aviatore il fratello Ignazio. Di conseguenza si iscrisse al Partito fascista fin dal 1919 e si avviò attivamente nella amministrazione politica dal 1924, quando venne eletto consigliere comunale a Poirino. In seguito, nel 1929, venne nominato podestà di Torino, incarico ben più gravoso, che mantenne fino al 1935. In questi anni si impegnò perché non fossero modificati "i tre punti di forza di Torino" ovvero la meccanica fine, l'elettricità e l'esercito (tramite l'Accademia militare e le scuole di specializzazione) a cui aggiungeva la nascente industria radiofonica, minacciata come molte attività torinesi, di trasferimento a Milano per volontà di Mussolini. La creazione dell'Ente nazionale della moda, il 31 ottobre 1935, coronò questi e altri sforzi, come l'avvio del programma di grandi opere pubbliche edilizie (il Palazzo d'Igiene, il mercato Ortofrutticolo e il rifacimento di via Roma sotto quale furono scavati i primi tunnel in previsione della futura metropolitana). Questo sforzo fu spinto dalla drammatica situazione occupazionale nell'ottica di stimolare lo sviluppo dell'occupazione e gli investimenti.
Collaborò strettamente con l'Accademia delle scienze di Torino di cui era membro attivo e ricoprì l'incarico di presidente dell'Aero club di Torino dal 1930 al 1934. Fu membro del Gran consiglio del fascismo e del Consiglio nazionale delle corporazioni. Divenne senatore del Regno nel 1933 e ricoprì la carica di Ministro delle finanze e del tesoro nel governo Mussolini, dal 1935 al 1943. In quel periodo istituì l'IGE, l'Istituto nazionale di finanza corporativa, promosse la convenzione IRI-Tesoro del dicembre 1936 e la politica economica autarchica.

## Carriera sportiva
Conquistò la medaglia d'oro nella spada a squadre alle Olimpiadi di Anversa del 1920, insieme a Nedo e Aldo Nadi, Abelardo Olivier, Dino Urbani e Tommaso Costantino e divenne campione d'Italia di spada da terreno nel 1920 e 1921. Dopo la giovanile stagione atletica continuò il suo appassionato impegno nel mondo dello sport; nel dopoguerra fu presidente del Comitato Organizzatore dei VII Giochi olimpici invernali di Cortina d'Ampezzo 1956, delegato italiano del Comitato Olimpico Internazionale e promotore dei giochi olimpici di Roma nel 1960.

## Seconda guerra mondiale
Nel 1943, su propria richiesta, venne reintegrato nell'esercito come tenente colonnello di artiglieria e fu mandato in Sicilia per predisporre le difese contro lo sbarco degli alleati.
Dopo l'8 settembre 1943, si rifiutò di aderire alla Repubblica Sociale e grazie al suo prestigio riuscì a dare rifugio, presso la sua tenuta in campagna, sia ai soldati che avevano rifiutato a riprendere le armi, sia ai partigiani, agli sfollati e agli ebrei. L'ANPI ha chiesto e ottenuto, nel 2007, che gli venisse intitolata una via nella città di Carmagnola, provincia di Torino.

## Dopoguerra
Fu presidente dell'Italgas e dell'Accademia di Agricoltura dal 1963 al 1971. 
Ha lasciato un grande contributo, donando, nel 1967, alla Fondazione Luigi Einaudi di Torino varie fonti e importanti documentazioni per gli studiosi di storia italiana del periodo del regime fascista, raccolte durante la sua attività di ministro delle finanze. Il materiale archivistico riflette principalmente otto anni di finanza statale che permette, per la varietà delle questioni di politica economica e finanziaria trattate, una ricostruzione approfondita dell'intervento dello stato nella vita economica del paese (il materiale è diviso in 33 sezioni).

## Palmarès

### Risultati élite
In carriera ha ottenuto i seguenti risultati:
Giochi olimpici
Individuale
A squadre
- Oro nella spada ad Anversa 1920

Campionati italiani
Individuale
- Oro nella spada nel 1920
- Oro nella spada nel 1921